# Gnathostomata (Echinoidea)
Pour les « vertébrés à machoires », voir Gnathostomata.
Super-ordre
Ordres de rang inférieur
- Clypeasteroida A. Agassiz, 1872
- Holectypoida Ducan, 1889

Les Gnathostomata sont un super-ordre d'oursins irréguliers, généralement plats.

## Étymologie
Le mot Gnathostomata vient du grec ancien γνάθος / gnáthos, « mâchoire » et στόμα / stóma, « bouche ».
Ce super-ordre porte le même nom que l'infra-embranchement des « vertébrés à mâchoires » (Gnathostomata). La coexistence de ces deux termes identiques au sein du règne animal provient de ce que la règle de non-homonymie du code international de nomenclature zoologique ne s'applique pas aux rangs supérieurs à la famille.

## Caractéristiques
Ce sont des oursins irréguliers fortement aplatis (voire parfaitement plats), qui vivent le plus souvent enfouis dans le sable, qu'ils filtrent pour se nourrir.
Si leur bouche est toujours située au centre de la face orale, l'anus a migré de l'apex (sommet) vers un côté du test (coquille), pour former un axe antéro-postérieur, caractéristique des oursins irréguliers. Leur appareil masticateur (Lanterne d'Aristote) s'est considérablement modifiée au cours de l'évolution, et s'est transformée en « moulin à sable » plat (Gnathos signifie « mâchoire » en grec, et Stoma « trou »). Les radioles (piquants) se sont aussi modifiées pour former un fin duvet mobile servant à la progression dans le sable.

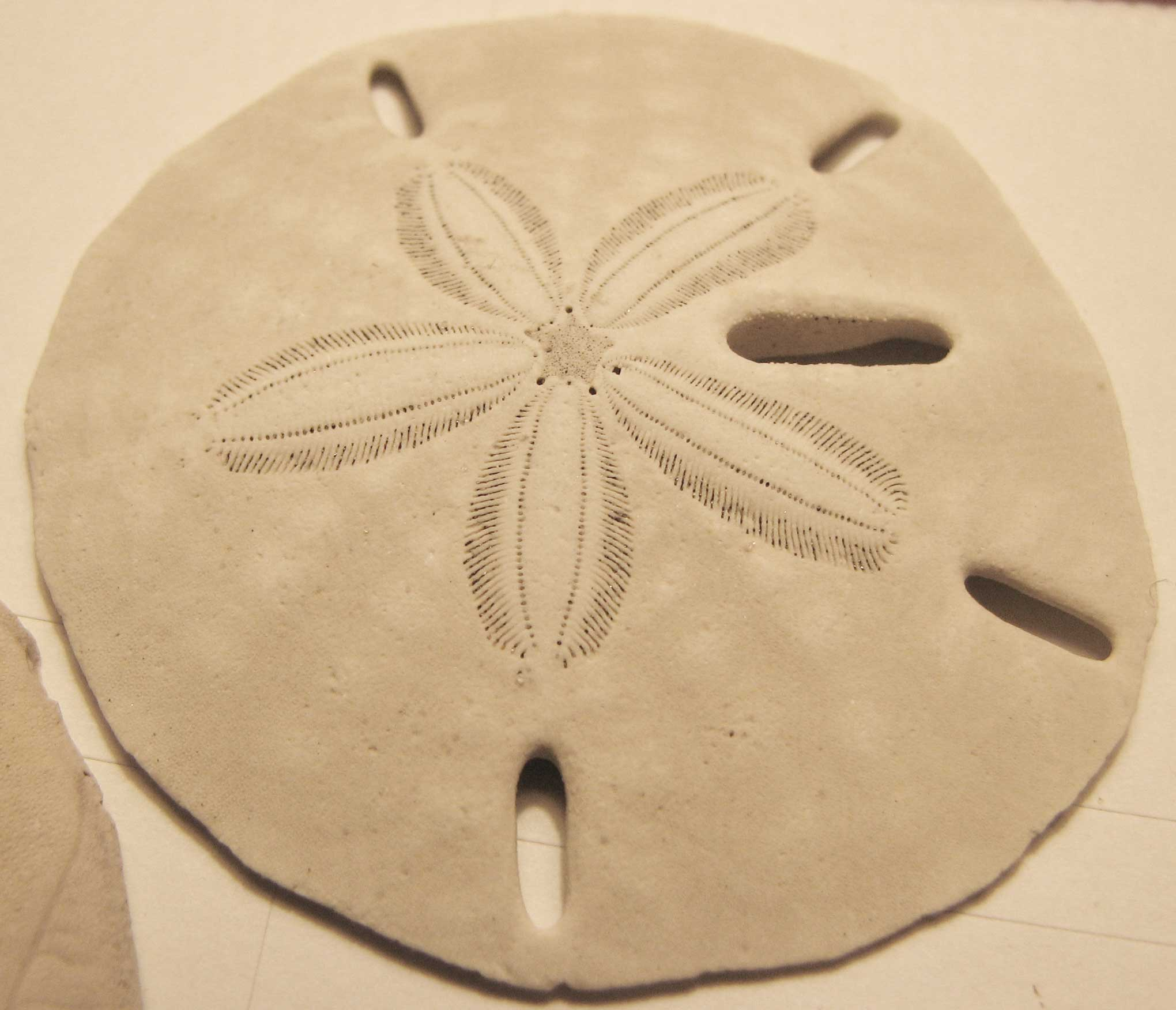
Mellita quinquiesperforata.
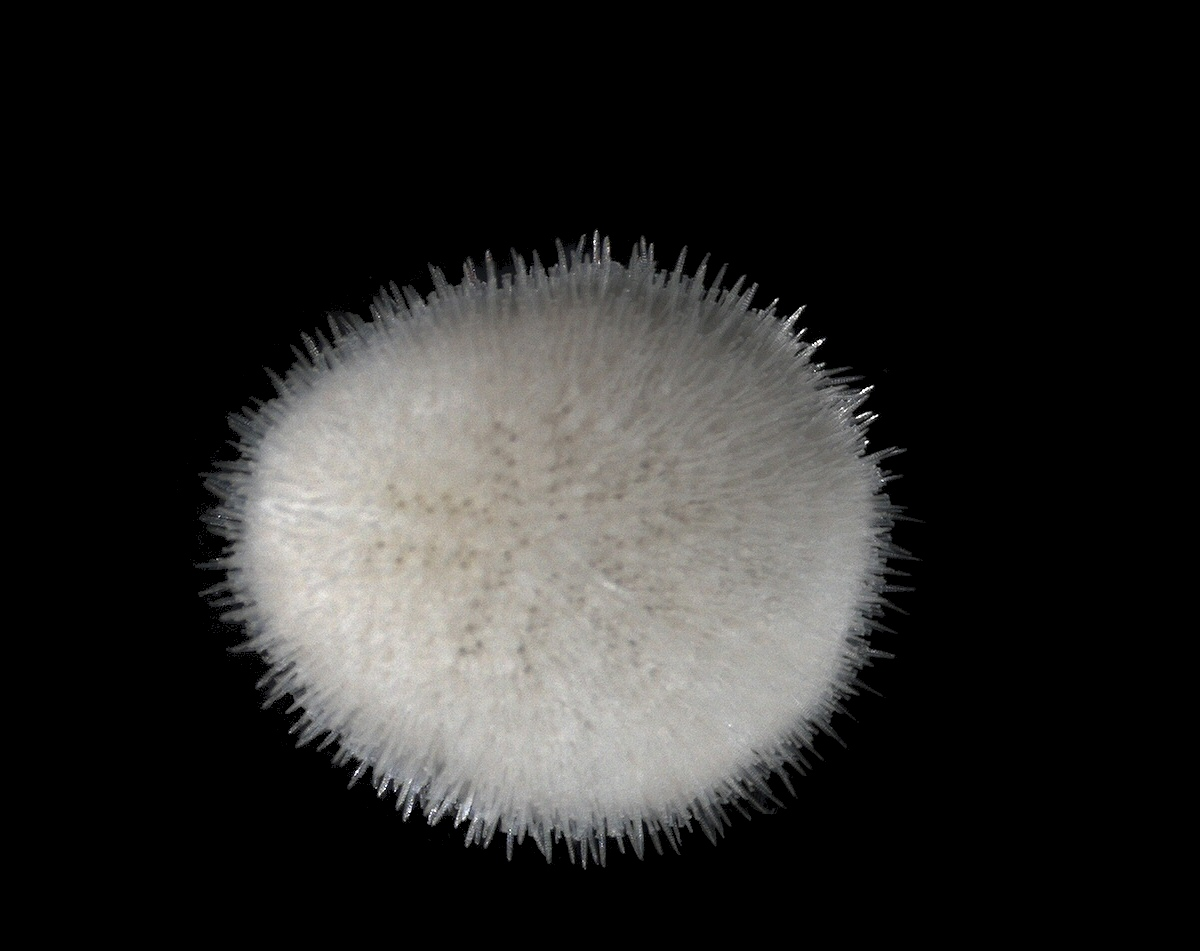
Echinocyamus pusillus.
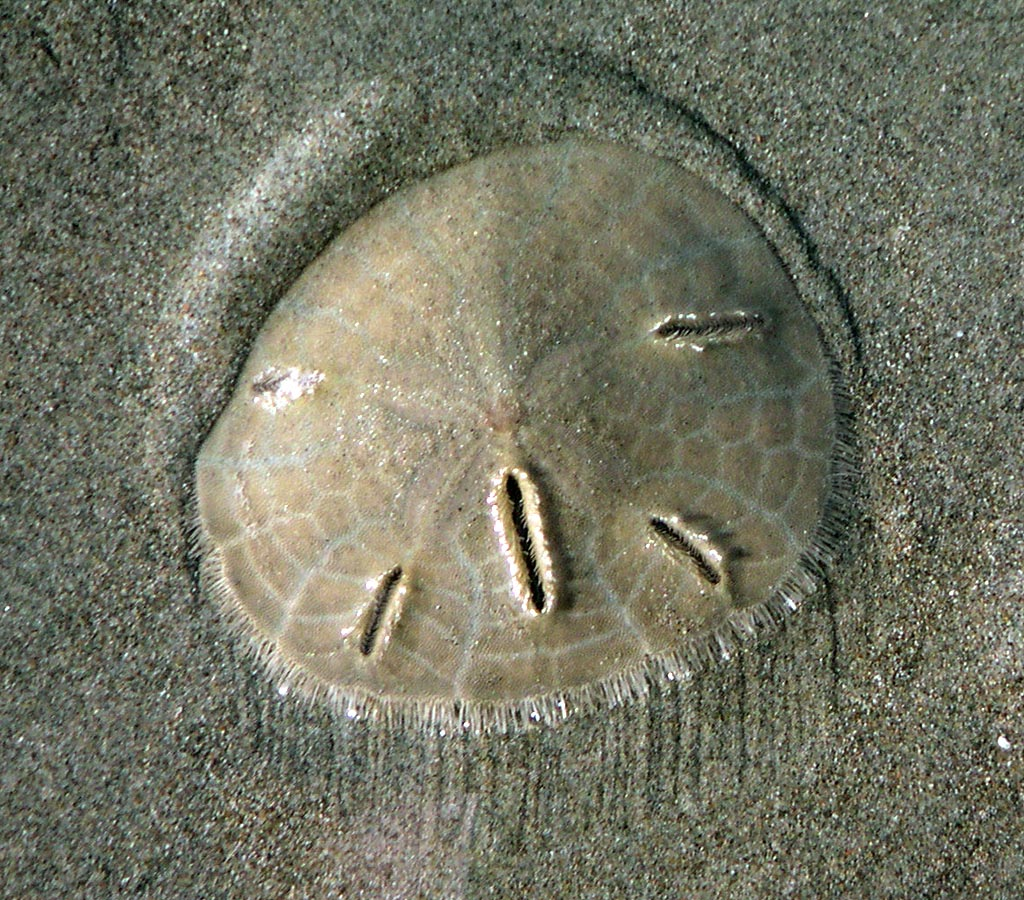
Test de Mellita longifissa (famille des Clypeasteridae).
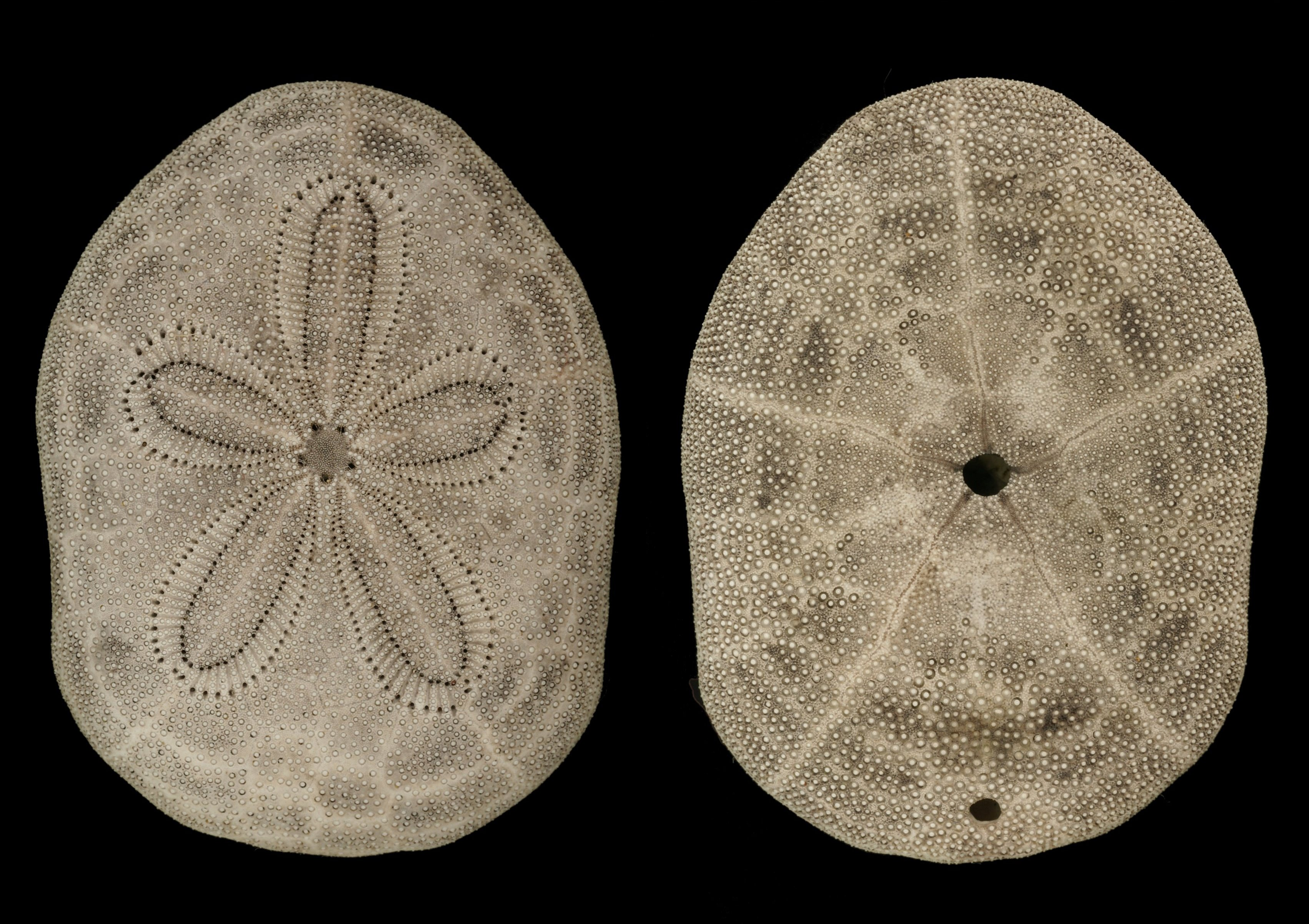
Clypeaster reticulatus (famille des Clypeasteridae).
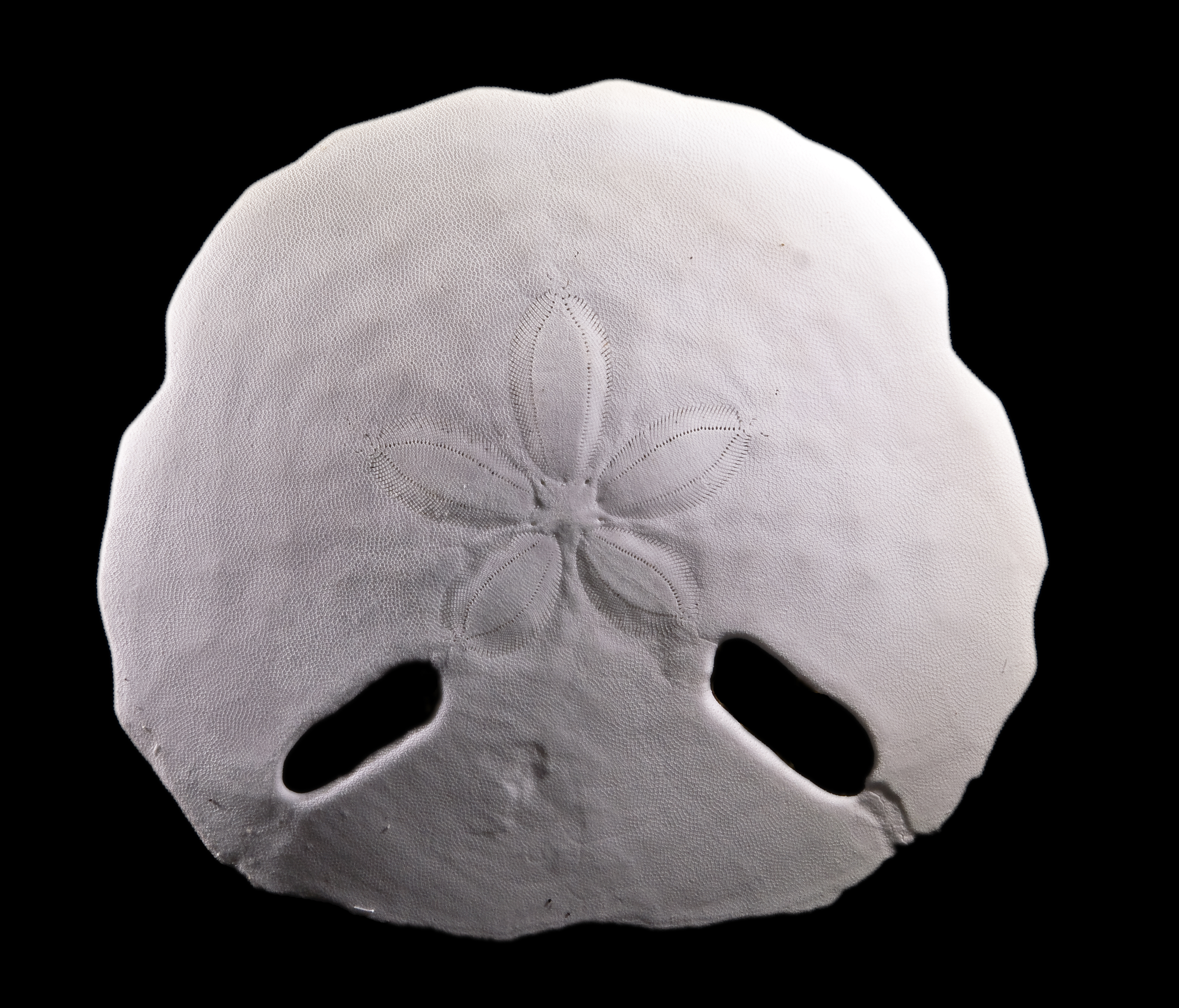
Echinodiscus bisperforatus (famille des Astriclypeidae).

## Liste des ordres

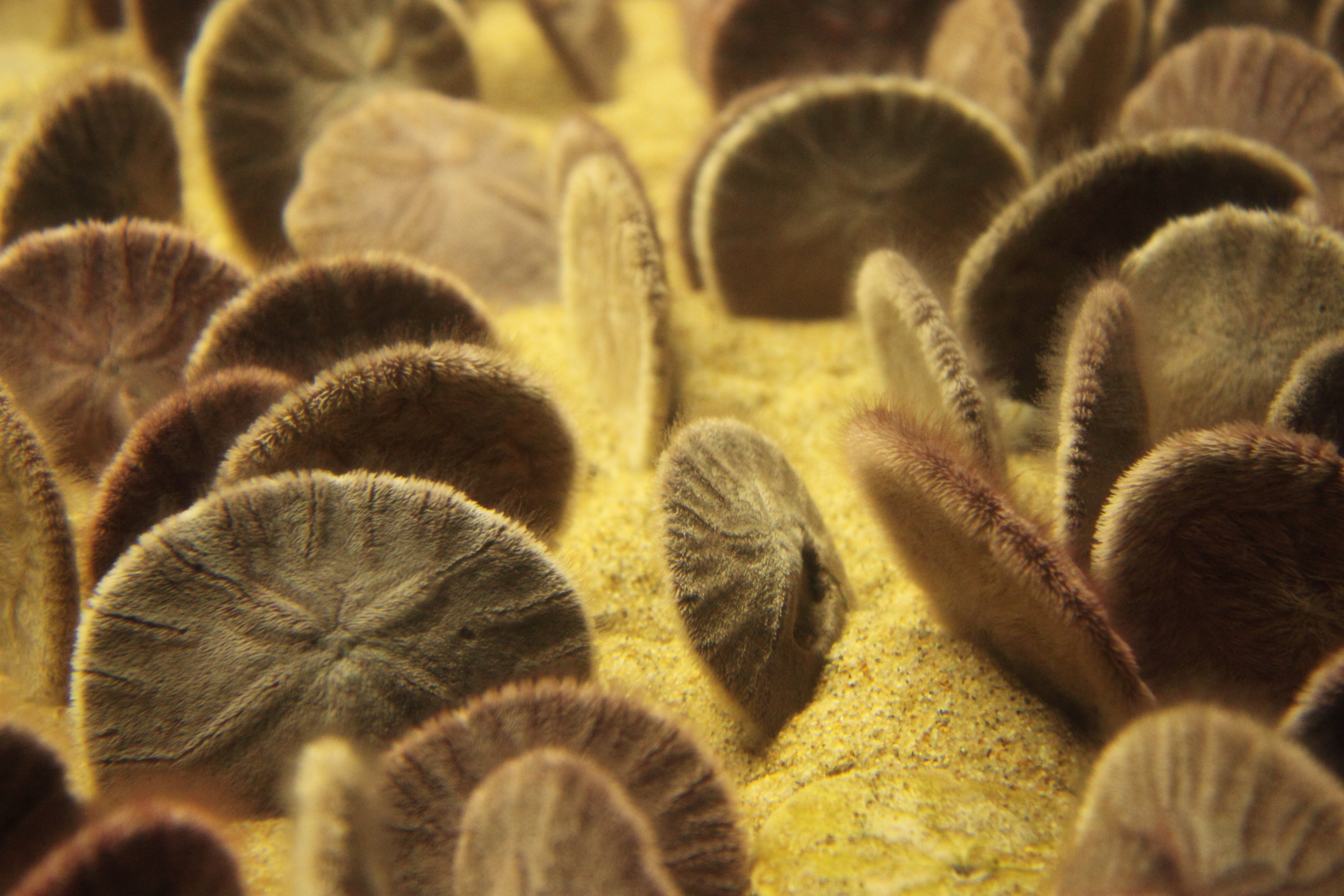
« Dollars des sables » vivants au Monterey Bay Aquarium.

Selon l'ITIS (23 août 2023) et The Taxonomicon (23 août 2023) :
- Clypeasteroida A. Agassiz, 1872
- Holectypoida Duncan, 1889

Selon le NCBI (23 août 2023) :
- Clypeasteroida A. Agassiz, 1872

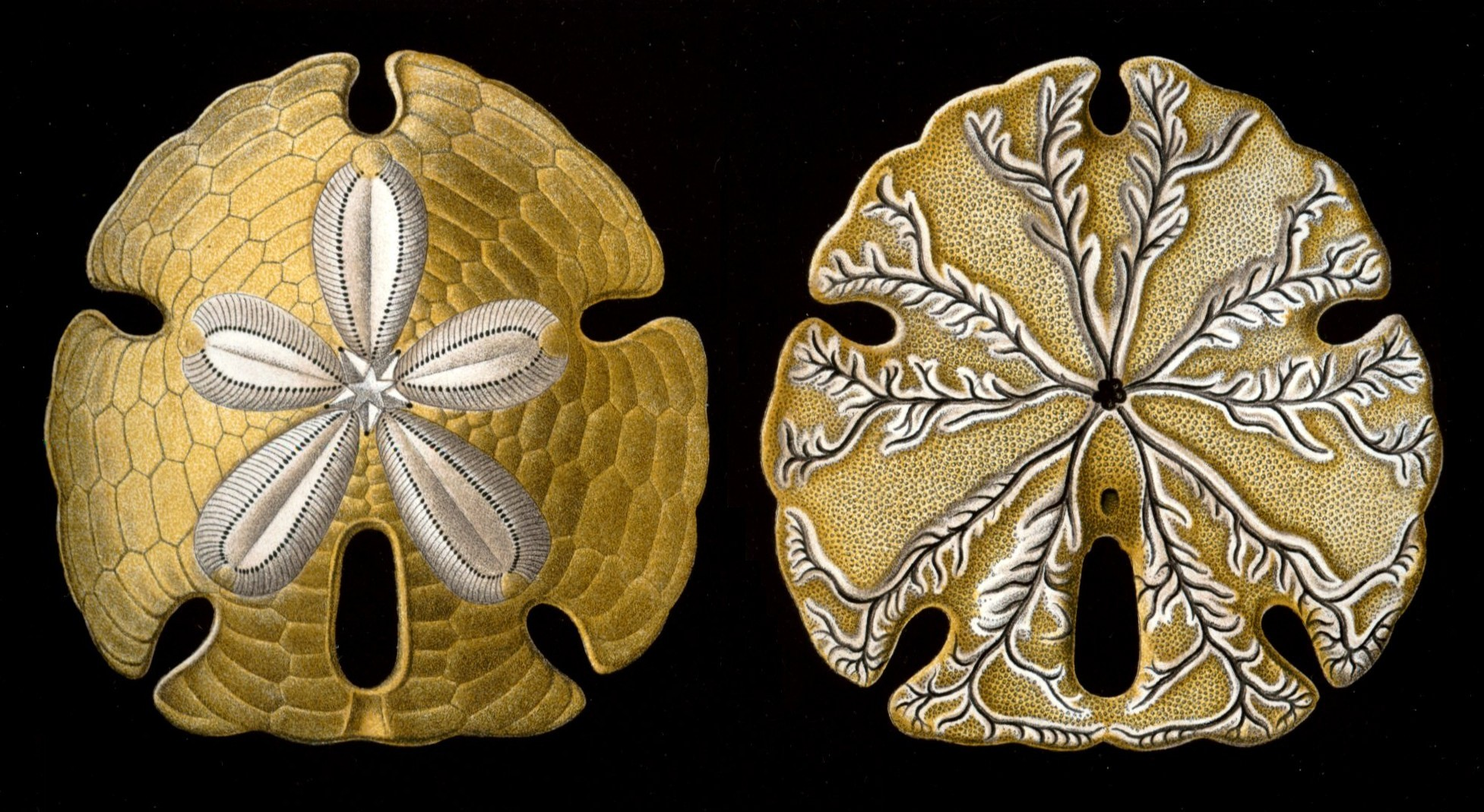
Encope emarginata (face aborale et face orale) dessinée par Ernst Haeckel dans les Formes artistiques de la nature (1904).
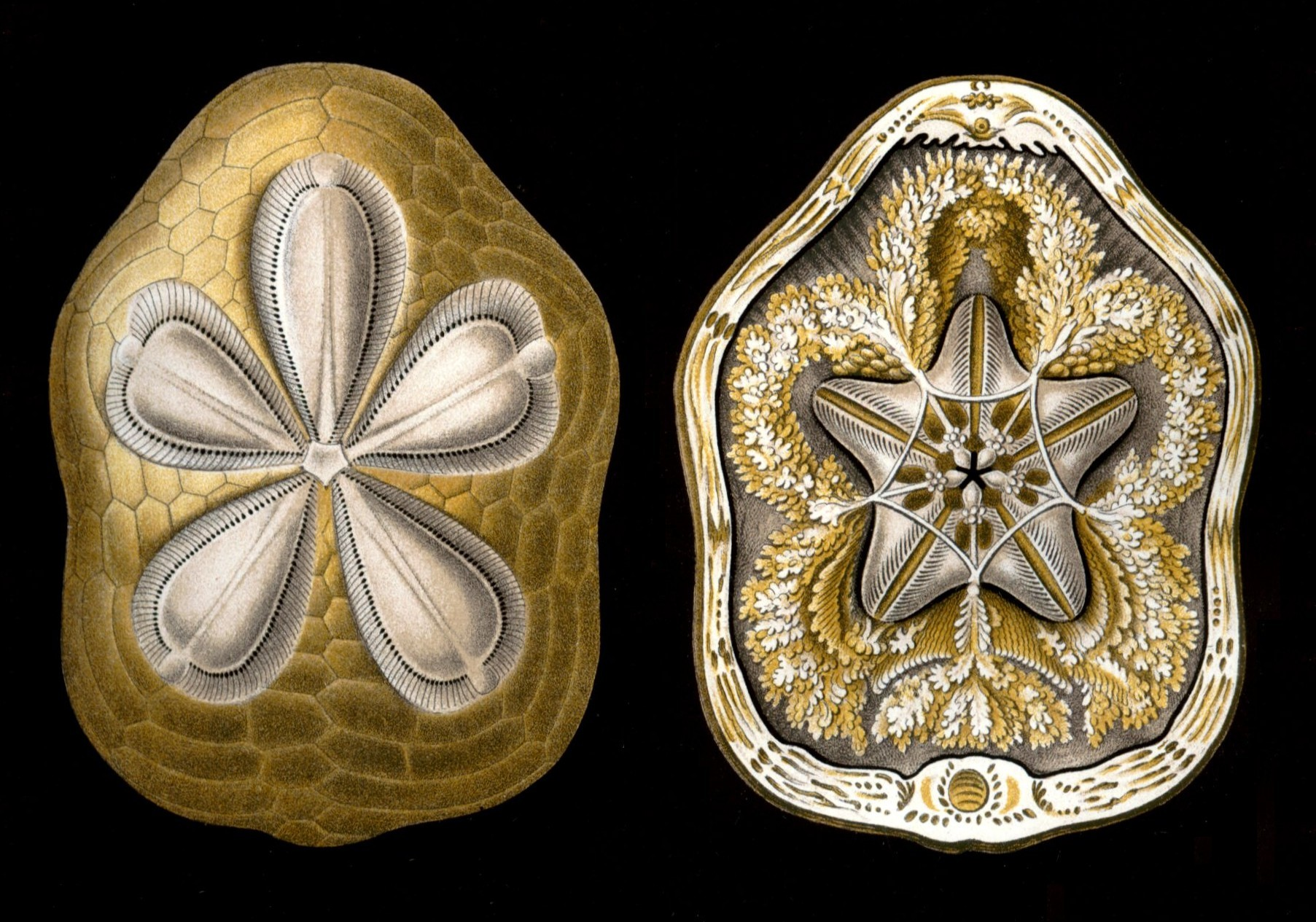
Clypeaster rosaceus (face aborale et vue supérieure en tranche des organes internes), ibid.